# Архитрав

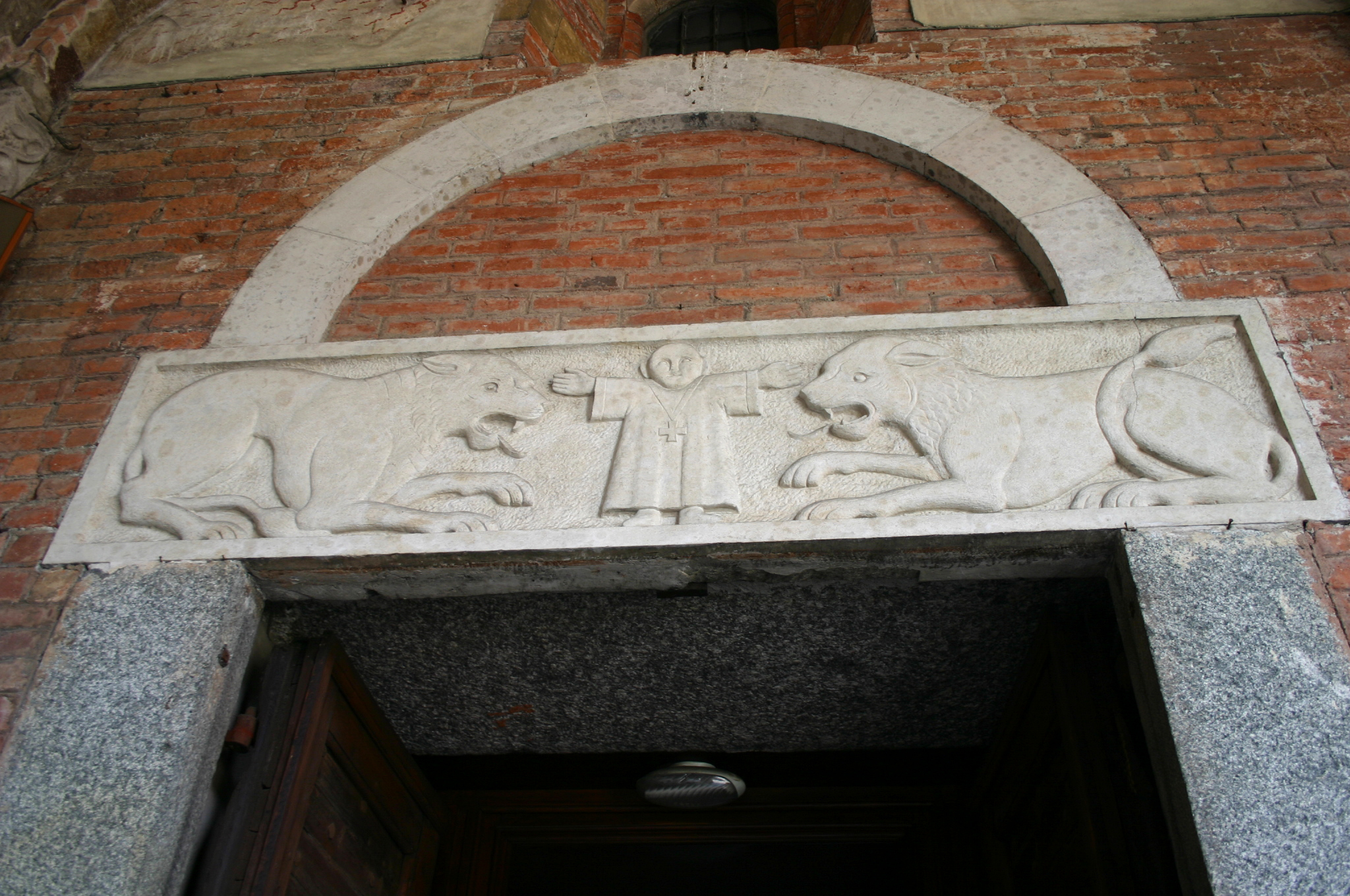
Архитрав фасада базилики Сант-Амброджо в Милане, Италия.

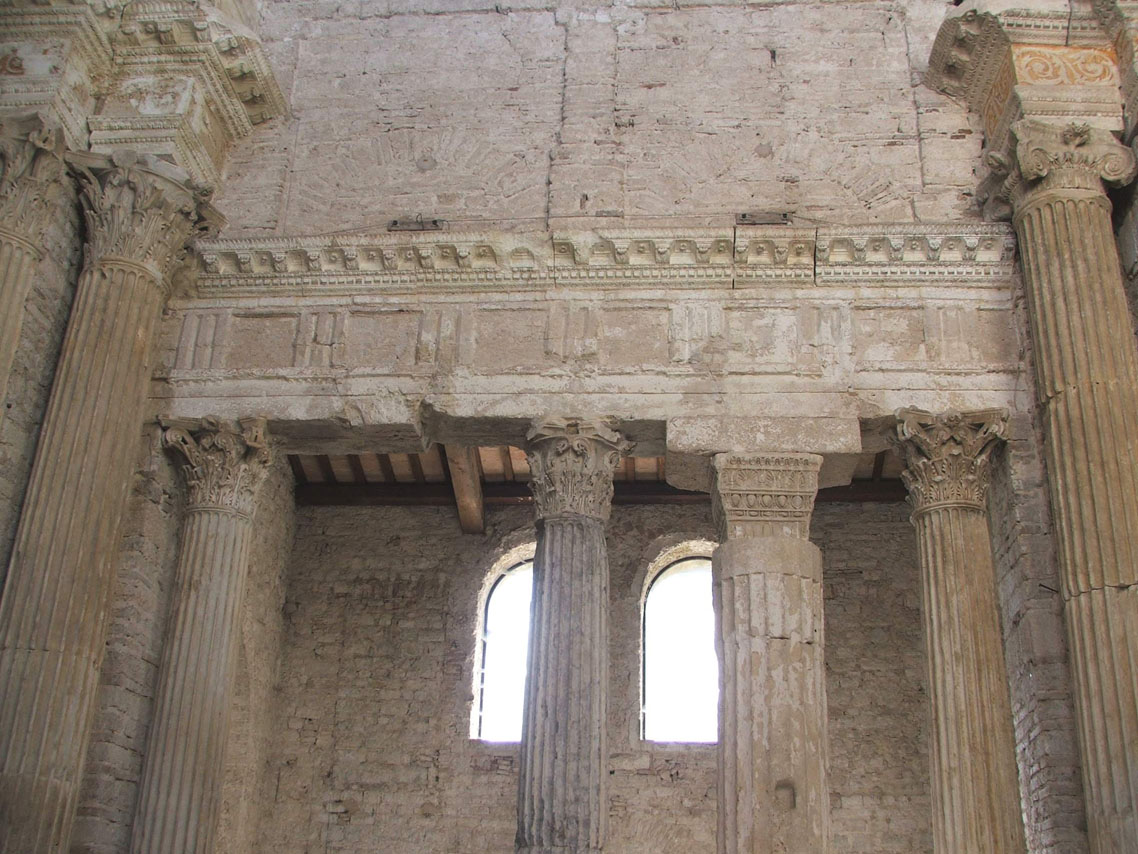
Архитрав в базилике ди Сан-Сальваторе, Сполето, Италия

Архитра́в, или эпистелион (итал. architrave, от греч. ἀρχι, «архи», над-, главный и лат. trabs балка) — архитектурный термин, имеющий три основных значения.
- Во-первых, архитравом, или архитравным покрытием, называется всякая горизонтальная перемычка, перекрывающая расстояние между вертикальными опорами (колоннами, столбами) или проёмы в стене[1].
- Во-вторых, архитрав — это нижняя часть антаблемента, непосредственно опирающаяся на капители колонн; в тосканском и дорическом ордерах архитрав делается простым и гладким, а в ионическом и коринфском он горизонтально разделён на три части фасциями (лат. fascia — повязка, полоса), с уступами. Благодаря фасциям архитрав зрительно кажется легче, скрывается его излишняя массивность, а также подчёркивается горизонтальная направленность и маскируются вертикальные швы между каменными блоками[2].
- В-третьих, архитравом называется один из видов изразцов, употребляемых на облицовку голландских печей[3].

## Архитрав в архитектуре
Архитрав (итал. architrave, от греч. άρχι — главный и лат. trabs — балка) — горизонтальная панель, опирающаяся на ряд опор, обычно это балочное перекрытие, поддерживающее верхнюю часть здания. В античности архитрав также называли эпистилем, так как обычно он опирался на колонны (греческое эпи-стиль означает «на колоннах»). В классической архитектуре все архитектурные ордеры имеют триадные членения: постамент (стереобат), несущая часть (колонна) и несомая (антаблемент). Антаблемент также делится на три части (снизу вверх): архитрав, фриз, карниз.
В ранней архитектуре этрусков архитравы представляли собой в буквальном смысле положенную горизонтально деревянную балку. В древнегреческих храмах, построенных из камня, архитравы делали из каменных блоков, поставленных для большей прочности на ребро. Однако слабая сопротивляемость известняка и мрамора на прогиб ограничивала длину такого блока и, следовательно, расстояние между колоннами — интерколумний. Это определяло мощный, тяжеловесный образ архаической дорийской архитектуры с близко поставленными могучими колоннами, расстояние между которыми составляло не менее, чем три с половиной или четыре нижних диаметра (эмбата). Такую расстановку колонн принято называть ареостилем.
Различают архитравы монолитные и многорядные, в которых несколько блоков лежат один за другим. При определении размеров блоков архитрава древнегреческая архитектура подошла к пределам технически возможного. Например, средний элемент архитрава храма Артемиды Эфесской весил около 24 тонн, и его приходилось поднимать с помощью шкивов на высоту более 20 метров.

## Архитравы различных архитектурных ордеров и стилей

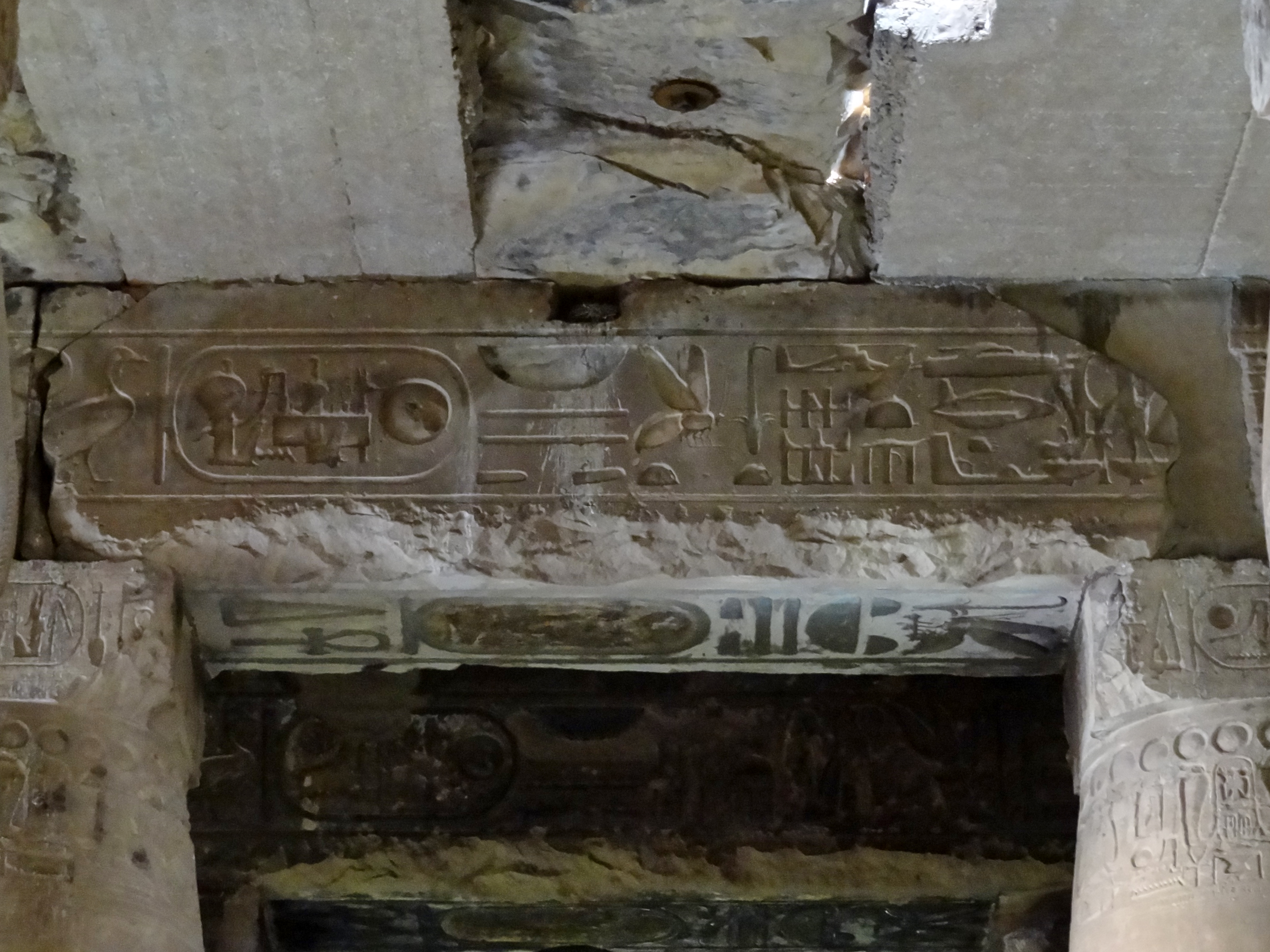
Архитрав в храме Осириса древнего египетского города Абидос с иероглифами, принимаемыми за образы современных машин.

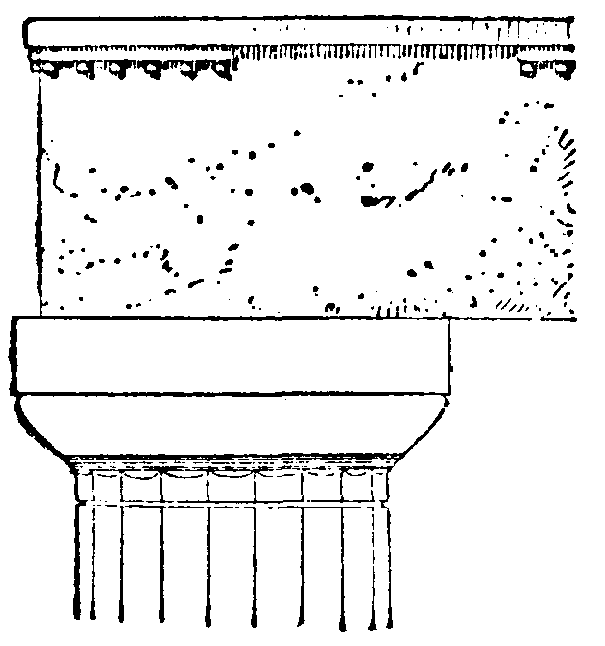
Дорический архитрав

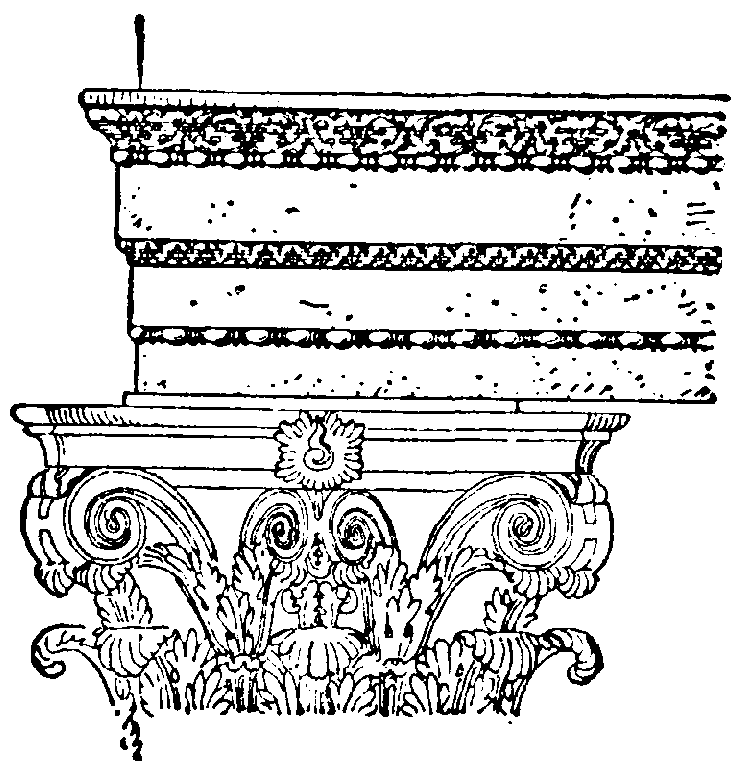
Архитрав форума Нервы

Архитрав встречается в египетской архитектуре, архитектуре Передней Азии и архаической Греции, а также во всех архитектурных стилях, использующих наследие античной архитектуры, в качестве поддерживающего или чисто декоративного элемента.
В зависимости от архитектурного стиля использовались всё новые и новые варианты архитрава. Прежде всего для дорического и ионийского ордера в греческой архитектуре были разработаны различные формы, которые впоследствии также использовались для коринфского ордера. С другой стороны, римская архитектура лишь слегка модифицировала греческие формы архитрава.
Дорический архитрав обычно гладкий и сверху увенчан выдвинутой вперед полочкой, называемой тения. На выступающей нижней стороне тении расположены повторяющиеся планки, регулы, с которых свисают конические каплевидные элементы — гутты. Классическое число этих элементов — шесть, но даже в раннем дорическом каменном зодчестве встречаются также варианты с четырьмя гуттами. Регулы расположены так, что каждая соответствует триглифу дорического триглифического фриза. Хотя внешняя часть архитрава обычно бывала гладкой, существуют исключения, когда архитрав несёт на себе фигурные рельефы, к примеру, храм Афины в Ассосе.
Первоначально очень массивные и высокие архитравы дорической архитектуры по мере развития становятся более плоскими и в архитектуре классического периода сокращаются приблизительно до двух третей нижнего диаметра колонны по высоте. В римской архитектуре дорический архитрав может редуцироваться до одной только плоской плиты.
В ионическом и коринфском ордере архитрав также может быть гладким, но обычно имеет две или — в классическом варианте — три горизонтальные полосы, так называемые фасции. В зависимости от этого говорят о двух- или трехфасциевом архитраве; окна или двери, которые отделаны фасциями, также называют архитравоидальными. Каждая расположенная выше фасция архитрава слегка выступает по отношению к расположенной ниже. Верхний конец образует волнистый профиль, который обычно украшают шнуром из бисера или перлами. Даже в ионической архитектуре есть исключения из правила, согласно которому плоскость архитрава не должна быть украшена рельефами. Например, в архаическом храме Аполлона в Дидиме углы архитрава были украшены горгонами, по сторонам от которых располагались львы. Тем не менее ранний ионийский храм не знал фриза как отдельного архитектурного элемента, на котором могли бы размещаться такого рода рельефы.
Начиная с эпохи эллинизма, нижняя сторона (софит) ионийских архитравов и в особенности архитравов строений коринфского ордера могла быть украшена простыми круглыми элементами или цветочным орнаментом. Увлеченность декором, характерная для архитекторов и строителей поздней Республики и Принципата, перешла также на фасции, переходы которых стали покрываться волновыми профилями, такими как лесбосские листики, и целыми последовательностями профилей.